# Personnages de Grand Theft Auto: San Andreas
 (octobre 2019).
Si vous disposez d'ouvrages ou d'articles de référence ou si vous connaissez des sites web de qualité traitant du thème abordé ici, merci de compléter l'article en donnant les références utiles à sa vérifiabilité et en les liant à la section « Notes et références ».
Cet article contient la liste complète et détaillée des personnages de Grand Theft Auto: San Andreas : qui ils sont, ce qu'ils font et ce qu'ils deviennent. 

## Personnages principaux
- Carl « CJ » Johnson : C'est le héros du jeu et le frère de Sweet, Kendl et Brian. Connu aussi sous le nom de CJ, il est parti de Liberty City pour aller à l'enterrement de sa mère à San Andreas. Arrivé à Los Santos pour aider son frère ainsi que plusieurs de ses amis à détruire les gangs adverses, il est arrêté par des policiers corrompus qui l'accusent d'homicide qu'eux mêmes ont commis, puis il est relâché contre des services qu'il rendra plus tard. À la suite d'un retournement de situation, Carl se sort d'une embuscade grâce à l'officier Tenpenny, qui lui demande en échange de tuer des témoins gênants. Il doit alors enchaîner des missions données par d'autres personnages en passant par toutes les villes de San Andreas. À la fin du jeu, il devient riche et manager d'un rappeur. Il est doublé par Young Maylay.

- Cesar Vialpando : C'est le chef des Varrios Los Aztecas ainsi que le petit ami de Kendl Johnson, la sœur de Carl et Sweet Johnson. C'est une chose que Sweet n'apprécie pas étant donné que César fait partie d'un autre gang. Carl, lui, approuve cette liaison et devient à la fois son meilleur ami et son beau-frère, et l'aide durant son périple à travers l'état de San Andreas. À la fin César décide de se marier avec Kendl. Il est doublé par Clifton Collins Jr.

- Sean « Sweet » Johnson : C'est le frère de Carl, il dirige les Grove Street Families, et est à 100 % contre la vente de drogue dure. Au début du jeu, il est très en colère contre Carl car il a toujours été en retard pour les enterrements. Après la grande victoire des Grove, il se fait tirer dessus par les Ballas lors d'une embuscade et mis en prison par la police. Son gang en subira les conséquences car les Ballas réduiront à néant les Grove St. Families. Plus tard, il se fera libérer grâce à Carl et celui-ci lui proposera de devenir, comme lui, un homme riche, mais Sweet refuse et veut absolument retourner dans son quartier. Les membres des Grove, devenus drogués, sont allongés un peu partout dans le quartier. Les deux frères virent tous ces drogués, recréent leurs gangs et liquident les Ballas ainsi que les Vagos une bonne fois pour toutes. Après la mort de Big Smoke, Sweet retrouve sa famille et continue de gérer son gang. Il est doublé par Faizon Love.

- Melvin « Big Smoke » Harris : C'est le meilleur ami de Carl et membre de Grove St. Families. Garçon très amusant et toujours délirant, il aime la poésie et même manger lors de passes difficiles. Cependant, il trahit son gang peu après l'arrivée de Carl pour vendre de la drogue (alors que Sweet y est opposé). Lors d'événements précédents, il insiste plusieurs fois pour que Sweet se mette dans le business de la drogue, mais sans grand résultat. Il devient un important fournisseur en drogue, un "baron de la drogue" et se fait livrer par le Loco Syndicate à San Fierro. Il se fait respecter et protéger par les Ballas. À la fin du jeu, Carl lui rend une petite visite dans son « palais du crack » en tuant des Ballas et des acheteurs (Vagos, Mafia, San Fierro Rifa). Big Smoke, avec un énorme gilet pare-balles, attend Carl au dernier étage et l'affrontement entre les deux anciens meilleurs amis commence. Carl le tue et meurt aux côtés de lui en disant « ... plus tard tout le monde se souviendra de moi, les gens diront mon nom, Big Smoke ... ». Il est doublé par Clifton Powell. Le personnage de big smoke fait l'objet de beaucoup de mêmes internet, le plus souvent par ses citations peu littéraires telles que son énorme commande au fast food et la célèbre phrase "All you had to do,was to follow the damn train CJ!" (Tout ce que tu avais à faire, c'était suivre ce foutu train, CJ!), il a même "chanté" une chanson intitulée "never gonna follow that train" faite par le youtubeur FlyingKitty à l'aide de morceaux de dialogues enregistrés et mis ensemble pour former les paroles.

- Lance « Ryder » Wilson : Membre de Grove St. Families et ami de Carl, il passe la plupart de son temps à fumer des joints. Il est très dangereux et qualifie Carl de « naze » lorsque celui-ci est au volant d'une voiture. Il se battra contre la garde militaire et cambriolera une maison d'un colonel avec Carl. Il trahit son gang avec Big Smoke et dirige, désormais, les Ballas. Il devient membre du Loco Syndicate et, lors de la réunion du Syndicat, il se fait tuer par Carl lors d'une explosion sur son bateau à San Fierro. Il est la caricature du rappeur Eazy-E et il est doublé par MC Eiht.

- Kendl Johnson : Sœur de Carl, Sweet et Brian, elle est ainsi la cadette de la famille Johnson. Elle est amoureuse d'un dénommé Cesar Vialpando, mais Sweet désapprouve complètement cette liaison ; Carl, lui, ne désapprouve pas totalement. Sweet demande à Carl d'aller voir sa sœur et son copain. Il voit alors que Cesar est un type bien et il devient son ami. À la fin du jeu, Kendl décide de se marier avec Cesar. Elle est doublée par Yolanda Whitaker.

- Brian & Bervely Johnson : Brian est le petit frère de Sweet, Carl et Kendl. Il a été tué dans un accident de voiture. Bervely est la mère de Brian, Sweet, Carl et Kendl. On sait qu'elle était une amie de Emmet. Elle a été tuée par des Ballas qui était dans une Green Sabre. (Sabre verte, voiture).

- Officier Frank Tenpenny : Flic corrompu, il est chef du C.R.A.S.H. (Community Ressources Against Street Hoodlums). Il a obligé le nouveau membre de la police, l'officier Jimmy Hernandez, à tuer l'officier Ralph Pendelbury car ce dernier a essayé de les dénoncer à la police comme étant des flics corrompus. Ensuite, Carl arrive à San Andreas et est bien connu de l'officier Tenpenny. Celui-ci l'embarque et lui demande de suivre à la lettre les missions qu'il va lui donner ; dans le cas contraire, il l'arrête pour avoir tué l'officier Pendelbury (complot). Carl est largué dans le quartier des Ballas, il s'exécutera aux ordres de l'officier Tenpenny en tuant des gangsters un peu trop gênants, des journalistes et des espions du FBI qui surveillent Tenpenny et Pulaski pour les faire tomber. Plus tard, il demande à Carl de creuser sa propre tombe dans le désert après avoir assommé Hernandez (il a découvert que c'était un indicateur), et que l'officier Pulaski doit le surveiller. Carl s'en sort. Vers la fin du jeu, l'officier Tenpenny est jugé au tribunal pour des affaires de corruption. Tout l'État de San Andreas suit cette affaire à la télévision, notamment Carl et ses amis. Toute la population sait que l'officier Tenpenny ira en prison, mais à l'étonnement de tous, l'officier est libéré et est prié de quitter le territoire au plus vite. C'est alors le chaos dans la ville de Los Santos - les gens se révoltent en brûlant des voitures, cambriolant des maisons. L'officier Tenpenny part pour le « palais du crack » de Big Smoke et demande à Carl après que celui-ci a tué Big Smoke, de mettre l'argent dans une valise. Il tente ensuite de tuer Carl au fusil à pompe SPAS 12 mais en vain. Il s'enfuit dans un camion de pompier en essayant d'atteindre son avion à l'aéroport mais Carl et Sweet le pourchassent. Il meurt dans un accident avec son camion de pompier dans la rue du quartier général des Groves Street Families. Il est doublé par Samuel L. Jackson.

- Officier Eddie Pulaski : Flic corrompu et ami de l'officier Tenpenny, il déteste plus que tout Carl Johnson, et veut le tuer depuis toujours, mais Tenpenny l'en empêchera. Il sera toujours avec Tenpenny. Tenpenny lui demande de surveiller Carl pour voir s'il creuse bien sa tombe et celle d'Hernandez, car il doit rentrer au quartier général. Lorsque Carl termine de creuser, l'officier Hernandez (qui a précédemment été assommé par Tenpenny) se réveille et essaye de plaquer Pulaski au sol, mais Pulaski se retourne et le tue. Par la suite Carl le pourchasse et le tue par balle pour ensuite écraser son visage avec son pied. Il est doublé par Chris Penn.

- Officier Jimmy Hernandez : Il a été recruté par Tenpenny et Pulaski. Tenpenny lui demande de tuer l'officier Pendeblury ou sinon, il sera lui-même tué. Il le tue par la suite. Plus tard, il balance Tenpenny et Pulaski à la police, mais Tenpenny l'avait deviné. Il l’assomme avec une pelle et demande à Carl de creuser sa tombe. Lorsqu'il se réveille, celui-ci essaye de plaquer au sol Pulaski, mais il se retourne et le tue à coup de Desert Eagle. Il est doublé par Armando Riesco (en).

- Wu Zi Mu : Appelé aussi Woozie, il est le chef de la Triade chinoise (les Mountain Cloud Boys à San Fierro). Il est aveugle, mais il sait conduire sur la route (pour preuve, Carl le rencontre dans les bois de San Fierro et fait la course avec lui et avec d'autres concurrents), car il a énormément développé ses autres sens. Il donnera sa carte pour que Carl vienne le voir dans son agence de paris sportifs, ce que Carl fera. Il donnera des missions à Carl pour éliminer les Da Nang Boys, un gang vietnamien. Plus tard, il invite Carl dans son casino The Four Dragons à Las Venturas. Woozie décide de braquer le Caligula's Palace (casino appartenant à la mafia italo-américaine). Une fois le braquage terminé, il partagera le bénéfice rapporté du casino entre Carl, M. Ran Fa Li et lui. Il est doublé par James Yaegashi.

- Jeffrey « OG Loc » Martin : Sorti de prison où il était pour des plusieurs délits mineurs (vols de voitures, amendes de stationnement,...) il rêve d'être un gangster pur et dur comme les Groves Street Families mais en vain. Il chante faiblement du rap. Sa seule solution est de ruiner la carrière de Madd Dogg (célèbre rappeur). Pour cela, il demande à Carl d'aller dans le manoir de Madd Dogg voler ses paroles musicales de Madd Dogg et de tuer son manager. Plus tard, OG Loc est entendu à la radio en train de rapper. Celui-ci devient célèbre avec les paroles volées, mais à la fin du jeu, il tombera au plus bas car Carl devient ami avec Madd Dogg et repousse OG Loc. Madd Dogg récupère alors ses paroles. Il est doublé par Jonathan Anderson.

## Personnages secondaires
- Barry « Big Bear » Thorne : Il est le premier membre des « Groves Street Families », mais il sombre dans le crack et devient l'esclave de B-Dup. Vers la fin du jeu, Carl et Sweet arrive chez B-Dup pour lui demander où se trouve Big Smoke, mais B-Dup n'en sait rien et dit qu'il est devenu taré. Sweet n'y croit pas et le menace, ensuite Big Bear interpellé par les bruits arrive d'une autre pièce. B-Dup demande à Bear de tuer Carl et Sweet mais il refuse et met un coup de poing dans le visage de B-Dup. Big Bear supplie Carl et Sweet de le reprendre dans la famille, ils acceptent. Il est doublé par Big Boy.

- Mark « B-Dup » Wayne : C'est un membre de Groves Street Families et un trafiquant de drogue de Ganton à Los Santos. Lorsque Carl revient à San Andreas, Ryder décide d'aller voir B-Dup pour voir qui revend de la drogue à son gang. Carl voit Big Bear, un des premiers membres des Groves, mais il s'avère que celui-ci est drogué et ne sait pas ce qu'il fait. B-Dup l'ordonne de récurer les toilettes à l'arrière, ce qu'il fait. B-Dup donne l'information et dit que ce sont des Ballas qui revendent de la drogue tout près. B-Dup trahit lui aussi le gang et devient membre des Ballas... Vers la fin du jeu, il devient un important trafiquant de drogue mais pas plus important que Big Smoke. Sweet décide de supprimer Big Smoke (le plus grand trafiquant de drogue de tout l'État) avec Carl mais ils ne savent pas où il réside, alors ils vont voir B-Dup mais ce dernier n'est pas là et un drogué (ancien membre des Groves) allongé par terre explique lentement à Sweet et Carl qu'il n'habite plus là mais à Glen Park. Sweet et Carl s'y rendent immédiatement et tuent des Ballas dans le quartier pour faire sortir B-Dup de sa planque, après la 3e vague de gang, des Ballas sortent d'une grosse maison et tirent. Carl les tue tous et entre dans la maison, Sweet demande à B-Dup où se trouve Big Smoke, mais il l'ignore totalement. Par la suite, il se fera frapper par Big Bear, son ancien esclave, mais les 3 amis le laissent en vie. Il est doublé par The Game.

- Ran Fa Li : aussi connu sur le nom de M. Farlie, c'est le chef de la Triade chinoise, les Red Gecko Tong et est sous la protection de Woozie. Il ne sait pas parler, il ne fait que grogner mais son assistant Su Xi Mu traduit à sa place, il donne également des missions à Carl pour échapper au "Da Nang Boys" qui essayent de le tuer. M. Ran Fa Li doit quitter la ville pour aller à Las Venturas mais les Da Nang Boys surveillent le quartier, alors ils décident de prendre une voiture qui s'avère être un leurre conduite par Carl et de la diriger vers Angel Pine, les Da Nang Boys se font avoir et M. Ran Fa Li arrive à bon port. Il est doublé par Hunter Platin.

- Catalina : C'est la cousine de Cesar Vialpando, celui-ci met en contact Carl avec sa cousine pour qu'elle puisse l'aider à gagner de l'argent. Elle tombera rapidement amoureuse de Carl. Mais il s'avère qu'elle est considérée très dangereuse, elle propose 4 braquages à Carl dans la région des bois de San Fierro. Durant les braquages, elle traite Carl comme un chien, le menace de mort et le force à avoir des relations sexuelles avec elle pour qu'il devienne son petit ami. Après les quatre braquages, elle montre son nouveau petit ami à Carl, qui n'est autre que Claude Speed, le héros de GTA III, il fera la course avec lui et Carl remportera cette course. Elle partira ensuite à Liberty City avec Claude. Après cela, Carl reçoit plusieurs appels de Catalina tous aussi provocants les uns que les autres, le dernier appel sera après la dernière mission du jeu. On la retrouve dans GTA III. Elle est doublée par Cynthia Farrell.

- The Truth : Homme hippie vivant dans une ferme de plantation de cannabis qu'il possède dans les bois de San Fierro. Truth veut dire Vérité en anglais. Lorsqu'il rencontre Carl il lui demande de réunir une certaine somme d'argent pour pouvoir partir des bois, lorsque Carl revient avec l'argent, ils doivent impérativement partir car un hélicoptère de la police arrive sur les lieux, mais Truth ne peut pas partir tout de suite avant de brûler le champ de cannabis. Ensuite Truth donne à Carl un lance-roquettes pour détruire l'hélico et ils pourront enfin partir en direction de San Fierro. Truth présentera ses amis à Carl, il s'agira de Dwaine, Jethro et Zéro. Plus tard, dans le désert de Las Venturas, Truth donne à Carl des missions périlleuses, il devra récupérer un jetpack dans les sous-sols de la Zone 69 et un tube fluorescent (s'apparentant à de l'uranium) sur un train de marchandises gardé par des militaires. Il déclare à la fin du jeu son admiration pour Carl et lui dira qu'il a battu le système. Il est doublé par Peter Fonda.

- Zero « Zee » : C'est un passionné d’électronique, à 28 ans, il possède le commerce Zero RC à San Fierro. Il rencontre Carl grâce à Truth, il lui demande de combattre son pire ennemi et concurrent Berkley qui est propriétaire du commerce Top Fun. Carl doit éliminer des minis avions téléguidés lanceurs de bombes au minigun, après cela il doit téléguider lui-même un mini avion et exploser les camionnettes de livraisons de Berkley à l'aide d'une mitrailleuse posée sur l'avion. Ensuite, Berkley demande un affrontement avec Zero sur un jeu miniature de guerre. Zero et Carl gagne la bataille, Zero demande comme convenu que Berkley quitte la ville et qu'il ne revienne plus, après cela, Zero devient le seul fournisseur en électronique de la ville. Zero donne en récompense une partie du bénéfice de son magasin à Carl. Plus tard il aidera Woozie et Carl à braquer le Caligula's Palace à l'aide de perfectionnement électronique ; Carl donne un coup de poing après ce braquage à Zero car il a raconté leur opération à Berkley. Il est doublé par David Cross.

- Jizzy B. : Inspiré de Jay-Z (chanteur). Propriétaire du club Pleasure Domes de Battery Point à San Fierro et notamment le plus grand proxénète de tout l'État de San Andreas, il est aussi membre du Loco Syndicate. Carl apprend qu'une importante livraison de drogue va être exportée par le Syndicate à Los Santos pour Big Smoke, il décide de s’infiltrer dedans et se présente auprès de Jizzy B. dans son club prétextant qu'il recherche du travail d'homme de main. Jizzy lui confie des missions de garde du corps de prostituées, il devra les protéger et les conduire auprès de différents clients. CJ se fait rapidement respecter, Jizzy va alors lui confier des missions plus dangereuses, stopper un convoi de drogue, sauver Mike Toreno et escorter un camion rempli de drogue. Cesar apprend à Carl qu'une importante réunion doit se tenir dans quelques jours, Cesar lui donne un pistolet silencieux pour éliminer Jizzy dans son club. De plus, il lui demande de récupérer son portable pour savoir quand la réunion allait avoir lieu et où. Après une poursuite dans la ville de San Fierro, Carl parvient à éliminer Jizzy B. Il est doublé par Charlie Murphy.

- T-Bone Mendez : Chef du gang des San Fierro Rifa et membre du Loco's Syndicat, c'est un homme qui joue au caïd mais n'est rien d'autre qu'un hors-la-loi, tout comme son gang qui est peu puissant. Jizzy B présente T-Bone à Carl, et ils doivent faire équipe pour des missions dangereuses. Il libère Mike Toreno avec Carl. T-Bone n'aime pas Carl et le menace plusieurs fois, notamment lorsque Carl doit rentrer dans une voiture et attendre T-Bone qui va arriver, il était caché derrière la banquette arrière, il met son bras autour du cou de Carl et pose son pistolet sur sa tête, mais le relâche quelques secondes après. Lors de la réunion du Syndicat, Carl abat les hommes de T-Bone postés sur le toit au Sniper (fusil), ensuite Cesar, Carl et les hommes de Woozie liquident tous les gangs (San Fierro Rifa et Ballas) présents sur le terrain. T-Bone étant blessé lors du combat somnole et s'appuie sur le rebord du quai, Cesar et Carl le liquident en même temps avec une rafale de balle au TEC-9, il tombe dans l'eau et meurt. Il est doublé par Kid Frost.

- Mike Toreno : Agent travaillant pour un gouvernement, il s'infiltre auprès du Loco's Syndicat et devient le chef pour des raisons que l'on ignore. Il a été enlevé par les Da Nang Boys, Carl le libère avec l'aide de T-Bone Mendez. Ils deviendront amis mais Carl a pour but de liquider tous les membres du Syndicat. Lors de l'attaque de tous les membres, hors Jizzy B. (déjà mort), Toreno arrive en hélico et voit les cadavres sur les toits que Carl a tué au sniper (fusil), il s'en va et alerte le Syndicat. Carl retrouve la trace de l'hélicoptère qui doit décoller au poste de police de la ville, il le pourchasse et le détruit, l'hélicoptère était finalement un leurre). Plus tard Carl reçoit un appel inconnu, l'homme au bout du fil lui demande de le rejoindre dans une villa du désert à Tierra Robada, lorsque Carl arrive, il voit venir Toreno, il prend peur et le supplie de ne pas le tuer, mais Toreno n'est pas là pour se venger et dit à Carl qui il est réellement. Il lui donne des missions plus périlleuses que celles de Truth, il lui demande d'acheter le cimetière d'avions dans le désert vendu par la mafia russe et d'avoir son brevet de pilote. il promet en échange à Carl qu'il libérera son frère Sweet s'il accepte. Vers la fin du jeu, Carl perd patience et lui pointe son révolver sur la tête mais Toreno est venu lui annoncer qu'il avait libéré son frère et qu'il n'a plus qu'à le récupérer au poste de police. Il est doublé par James Woods.

- Madd Dogg : Célèbre rappeur à San Andreas, il réside à Los Santos dans son manoir de luxe au-dessus des collines, dans le quartier de Mulholland. Carl tue son manager, s’introduit par effraction chez lui et vole ses lyrics pour OG Loc. Madd Dogg déprime par la suite et commence à sombrer dans l'alcool et la drogue, il vend son manoir à Big Poppa le chef des Vagos contre de la drogue. Il part ensuite à Las Venturas et dépense tout son argent aux casinos. Plus tard, Carl se promène près des casinos de Las Venturas et voit un homme qui n'est autre que Madd Dogg voulant en finir avec la vie. Celui-ci veut se jeter par-dessus le balcon d'un casino, Carl le persuade de ne pas sauter et lui propose de devenir son manager, mais Dogg n'en fait qu'à sa tête et continue de se promener en équilibre sur le balcon en étant ivre. Carl décide de le sauver et vole une camionnette semi-remorque avec des caisses vides dessus, Dogg saute et Carl est juste en dessous avec la camionnette. Il atterrit sur les caisses et Carl le conduit en désintoxication. Quelques jours plus tard, Dogg va voir Carl au casino "The Four Dragon's", il lui dit qu'il souhaite rentrer chez lui à Los Santos et reprendre le rap, Carl approuve cette idée et pense que ce serait un bon départ pour Los Santos, le seul problème étant que le manoir de Dogg est habité par Big Poppa. Carl le gronde un peu après cette mauvaise nouvelle mais décide de chasser Big Poppa avec les hommes de Woozie. Carl et ses hommes atterrissent sur le manoir en parachute, s'ensuit une guerre entre la Triade chinoise et le gang des Vagos, finalement Carl récupère le manoir. Il ne manque plus que les lyrics qu'OG Loc a volé à Madd Dogg. Carl et Dogg pourchassent Loc à travers Los Santos et finissent par récupérer les lyrics. À la fin du jeu Madd Dogg obtiendra son premier disque d'or. Il est doublé par Ice-T.

- Salvatore Leone : Chef de la mafia italo-américaine, appelés les Leone, ils sont présents à Las Venturas et à Liberty City, où son fils Joey Leone réside lui aussi. Il y a quelques années, il a investi 5 millions de dollars dans le casino Caligula's Palace dont il détient un tiers du revenu. Il demande à Ken Rosenberg de gérer le casino et de distribuer l'argent gagné imposé aux autres familles (le revenu du casino est partagé en 3). Mais lorsque Salvatore est à Liberty City, les autres familles font tout pour recevoir plus d'argent du casino, pour cela ils menacent Ken Rosenberg. Salvatore revient à San Andreas pour mettre un terme à cela, il rencontre Carl et apprend que celui-ci connait son fils Joey Leone (il a travaillé avec lui en volant des voitures à Liberty City), il lui demande de liquider les deux autres familles, ce que Carl fait. Ensuite Salvatore apprend que le casino a été braqué par la Triade chinoise aidé par Carl, il lui téléphone et le menace de mort. Cependant, la vendetta ne sera jamais lancée contre Carl. Durant son séjour à San Andreas, il rencontre sa femme Maria qui est serveuse dans le casino. On la retrouve dans GTA III et Grand Theft Auto: Liberty City Stories. Il est doublé par Frank Vincent.

- Ken Rosenberg : Gestionnaire du casino Caligula's Palace dirigé par la mafia italo-américaine, les revenus du casino sont partagés en 3 pour les différentes familles de la ville, les Leone, les Forelli et les Sindacco, il a toujours une crainte de se faire tuer par les 3 familles rivales en cas d'erreur de gestion, surtout que certaines familles en veulent toujours plus. Pour oublier sa misère, il consomme de la drogue. Il rencontre Carl grâce à Maccer et Kent Paul, il raconte ses problèmes à Carl pour qu'ils puissent l'aider. Plus tard, la guerre éclate entre les 3 familles, Carl trouve une astuce pour faire évader Ken Rosenberg, Maccer et Kent Paul. Lorsque Madd Dogg récupère son manoir il devient son comptable. On le retrouve dans Grand Theft Auto: Vice City. Il est doublé par William Fichtner.

- Kent Paul : Producteur du groupe anglais The Gurning Chimps et fidèle ami de Maccer, ils doivent donner un concert à San Andreas. Malheureusement, le groupe se perd dans le désert après une nuit passée en plein air. Carl - après avoir reçu un appel anonyme lui demandant de les retrouver - finit par les trouver, Kent et Maccer, mais ils se sont endormis et le groupe a disparu. Carl part au Caligula's Palace comme le demande Kent, ce dernier présente Ken Rosenberg à Carl. Lorsque la guerre a éclaté entre les mafias italo-américaines et que Salvatore Leone souhaite tuer Kent Paul, Maccer et Ken Rosenberg, Carl les fait évader du casino et les envoie à Los Santos, et Kent Paul devient ingénieur du son. Lorsque Madd Dogg récupère son manoir, il l'aide à produire ses disques. On le retrouve dans Grand Theft Auto: Vice City. Il est doublé par Danny Dyer.

- Maccer : Originaire de Manchester en Angleterre, il est le chanteur du groupe The Gurning Chimps avec des tendances sexuelles particulières, c'est un fidèle ami de Kent Paul. Le groupe doit donner un concert à San Andreas mais se perd en plein désert, lorsque Carl retrouve Kent Paul et Maccer grâce à Truth, ils s’aperçoivent que le reste du groupe s'est volatilisé. À leur retour au Caligula's Palace, Maccer s'installe dans le casino pour une courte durée vu que Salvatore Leone arrive et les traite comme des moins que rien. Dans une scène, on peut voir Kent Paul et Maccer suspendus par les pieds avec une corde dans une suite du casino. Ken Rosenberg se lève du canapé mais est obligé de se rassoir sinon le canapé partira à l'extérieur et les deux amis se retrouveront six pieds sous terre, c'est alors que Carl les fait évader du casino et les envoie à Los Santos pour aider Kent Paul. Lorsque Madd Dogg récupère son manoir, Maccer reste avec Kent Paul mais est très vite raillé par Carl et Sweet à la suite de ses tendances sexuelles incontrôlables, cependant il restera toujours avec Kent Paul. Il est doublé par Shaun Ryder.

## Personnages mineurs
- Old Reece : Propriétaire du salon de coiffure Old Reece's Hair & Facial Studio dans Idlewood à Los Santos, c'est aussi un vieil ami de la famille Johnson. Il n'est apparemment pas au courant de ce qu'il se passe dans le quartier. Il demande à Carl d'appeler Big Smoke car ça fait longtemps qu'il ne l'a plus vu et suppose qu'il doit avoir de longs cheveux, hors Big Smoke est devenu chauve. Il est possible d'aller voir Old Reece dans son salon tout au long du jeu. Il est doublé par Bill Reece.

- Emmet : C'est un trafiquant d'armes et membre du gang des Seville Boulevard Families, au début il ne vend que des pistolets alors Ryder décide d'aller voler des armes plus lourdes avec Carl chez un colonel pour aider Emmet. Tout au long du jeu il sera possible de récupérer un 9mm court dans la cour de chez Emmet. Il est doublé par Eugene Jeter Jr.

- José : Membre du gang des Varrios Los Aztecas et ami de Cesar Vialpando. Il a failli se battre avec Carl lorsque ce dernier surveille sa sœur Kendl pour voir avec qui elle sort, mais heureusement Cesar était là pour couper la tension. On ne sait pas ce qu'il devient après que les Varrios Los Aztecas se font chasser par les Vagos. On ignore qui double ce personnage.

- Colonel Fuhrberger : C'est un colonel à la retraite, il habite à East Beach dans Los Santos. Il possède une grosse quantité d'armes et de munitions de guerre chez lui, qui plus tard seront volées par Ryder et Carl au milieu de la nuit. On ignore qui double ce personnage.

- Denise Robinson : C'est une fille qui vit dangereusement et qui réside à Ganton dans Los Santos. Elle rencontre Carl après que celui-ci la sauve d'une maison en feu qui appartenait aux Vagos, l'incendie ayant été provoqué par Carl. Après l'avoir sauvée elle l'embrasse et devient sa petite amie. Ce sera la première petite amie de Carl avant que celui-ci ne continue les conquêtes. Elle est doublée par Heather Simms Alicia.

- Freddy : Membre du gang des Vagos, il a été conduit en prison où il viole OG Loc. Lors de sa sortie de prison, OG Loc décide de se venger en allant tuer Freddy - qui lui aussi a été libéré - car il a volé ses lyrics. Carl se propose volontaire pour l'accompagner, lorsque les deux amis arrivent devant la maison de Freddy celui-ci sort par l'arrière de sa maison et s'enfuit en moto. OG Loc et Carl grimpent sur une moto et poursuivent Freddy en le tuant par la suite. On ignore qui double ce personnage.

- Alan Crawford : C'est le manager de Madd Dogg, il refuse de devenir le manager de OG Loc. Plus tard OG Loc demande à Carl de tuer Alan Crawford lors d'une soirée, Carl s’exécute et se fait passer pour le nouveau chauffeur de Crawford, Carl détourne le véhicule en échappant au garde du corps de Crawford, pour aller noyer le manager et sa femme dans la jetée. Arrivé près de la plage, Carl bloque les portières et s’éjecte du véhicule, Crawford et sa femme se noient et meurent. On ignore qui double ce personnage.

- Little Weasel : C'est un membre du gang des Ballas, il se fait tuer par Big Smoke et Carl lors d'une attaque. On ignore qui double ce personnage.

- Kane : C'est le chef des Ballas, il assiste à l'enterrement de Little Weasel, il se fait tuer ainsi que ses amis par Sweet et Carl au cimetière. On ignore qui double ce personnage.

- Derek : C'est un employé de station essence à Dillimore dans le Red Country. Il pourchasse Catalina et Carl après que ceux-ci ont volé un camion-citerne lui appartenant, il peut être tué par balle (tout dépend du joueur) ou en perdant le contrôle de son véhicule et en fonçant dans une autre station d'essence que celle ou il doit foncer automatiquement à la fin de la mission. On ignore qui double ce personnage.

- M. Whittaker : Il dirige une entreprise de camionnage appelée RS Haul à Flint Country. Catalina propose à Carl de voler un camion-citerne rempli de gaz appartenant à Derek et de le ramener à M. Whittaker, le gaz rapportera 5000 dollars à Carl. Juste après, il demande à Carl de faire des livraisons pour lui quand il le désire, lorsque Carl a fini les missions de camionnage, M. Whittaker partage les bénéfices de l’entreprise avec Carl. On ignore qui double ce personnage.

- Claude Speed : C'est un criminel basé à San Andreas, il est aussi le petit ami de Catalina. Il participe aux courses urbaines illégales, impliquant également Carl, Wu Zi Mu et Cesar Vialpando et Catalina, lors de la deuxième course il se fait battre par Carl, il lui donne ainsi l'acte de propriété de son garage à San Fierro, et juste après le couple s'en va pour Liberty City. Il est le héros de GTA III. Personne ne double ce personnage car il ne prononce aucun mot.

- Héléna Wankstein : C'est une avocate qui vit dans une ferme à Flint Range dans le Flint Country. Elle peut devenir la petite amie de Carl, tout dépend du choix du joueur. Elle est doublée par Bijou Phillips.

- Katie Zhan : C'est une infirmière qui vit à Juniper Hollow dans San Fierro. Elle peut devenir la petite amie de Carl, tout dépend du choix du joueur. Elle est doublée par China Chow.

- Michelle Cannes : C'est une mécanicienne qui vit à San Fierro. Elle peut devenir la petite amie de Carl, tout dépend du choix du joueur. Elle est doublée par Vanessa Aspillaga.
- Barbara Schternvart : C'est une flic bossant au commissariat d'El Quebrados dans le désert; elle peut devenir la petite amie de Carl selon le choix du joueur. Elle est doublée par Lee Graeves.
- Millie Perkins : Croupière au Caligula's Casino de Las Venturas appartenant à la famille Leone ; Carl devra (contrairement aux autres copines, où il a le choix) obligatoirement la séduire pour obtenir une carte d'accès aux serrures électroniques du casino. Pour cela, il devra participer aux ébats SM de Millie. Elle est doublée par Orfeh.